# وولفجانج هاكبوش
وولفغانغ هاكبوش (من مواليد 24 أكتوبر 1948 في ويسترستيد، سكسونيا السفلى) عالم رياضيات ألماني، اشتهر بأبحاثه الرائدة في الأساليب متعددة الشبكات والمصفوفات الهرمية لاحقًا، وهو مفهوم يعمم طريقة الأقطاب السريعة. كان أستاذاً في جامعة كيل وهو حالياً أحد مديري معهد ماكس بلانك للرياضيات في العلوم في لايبزيغ.

## الجوائز و التكريمات
- 1994 جائزة لايبنيز.
- 1996 ميدالية بروير.
- 1998 رئيس الجلسة العامة للمؤتمر الدولي لعلماء الرياضيات.[1]

## المنشورات
- Multi-grid methods and applications, 1985, Springer Berlin, (ردمك 3-540-12761-5); 2013 pbk reprint
- المعادلات التفاضلية الإهليلجية: النظرية والمعالجة العددية، 1992، سبرينغر برلين،(ردمك 978-3-540-54822-5)
- Iterative Solution of Large Sparse Systems of Equations, 1993, Springer Berlin, (ردمك 978-0-387-94064-9)
- Integral Equations: Theory and Numerical Treatment, 1995, Birkhäuser, (ردمك 978-3-7643-2871-9)
- Hierarchische Matrizen: Algorithmen und Analysis, 2009, Springer Berlin, (ردمك 978-3-642-00221-2)
- Tensor spaces and numerical tensor calculus, 2012, Springer, Heidelberg (ردمك 978-3-642-28026-9) (ردمك 978-3-642-28027-6)
- The Concept of Stability in Numerical Mathematics, 2014, Springer, Leipzig (ردمك 978-3-642-39385-3)

## روابط خارجية
وولفجانج هاكبوش في مشروع علم الأنساب.
فولفجانج هاكبوش في معهد ماكس بلانك للرياضيات في العلوم في لايبزيج. 